# Аль-Мутаггар
Аль-Мутаггар (араб. المطهر بن يحيى شرف الدين; 3 січня 1503 — 9 листопада 1572) — імам Зейдитської держави у Ємені.

## Життєпис
1547 року підняв повстання проти Османської імперії. Вів партизанську війну з гірських фортець. Лише у 1552 році вимушен був уклали мирний договір, відповідно до якого імам визнав османський сюзеренітет в обмін на обмежену автономію.
1567 року знову повстав проти османського панування. В результаті звільнив більшу частину Ємену. Османські залоги на чолі із Лал Мустафою-паши контролювали лише портові міста біля Червоного моря. Імаму також вдалосязахопити Аден. Втім 1569 року на чолі османських військ став Коджа Сінан-паша. що перейшов у наступ, завдавши поразки Аль-Мутаггар в битві біля Таїзу. Невдовзі впав Аден. До 1570 року імам втратив більшість зайнятих земель — Джиблу, Ібб, Сану, фортеці аль-Такар, Бахранах, Бадан, Хадід, аль-Хубайш. Аль-Мутахар кілька разів влаштовував набіги на османський табір біля Кавкабана, але щоразу зазнавав поразки. У одному з набігів загинув його син. В свою чергу імам відбив напад на Бейт-Ізз. Зрештою в Кавкабані було укладено мирний договір, за яким Аль-Мутаггар знову визнав османську зверхність, натомість отримав феодальне володіння та зберіг титул імама.
Помер 1572 року, після чого його землі розділили сини і небіж, які зберігали вірність османському султану.